# Högerbach
Der Högerbach ist rechter Zufluss zur Traisen südöstlich von Türnitz in Niederösterreich.
Der Högerbach entspringt am nordwestlichen Abhang des Stadelberges (1226 m ü. A.), einem Höhenzug zwischen Türnitzer Höger (1372 m ü. A.) und Paulmauer (1248 m ü. A.), durchfließt den Högerwald und nimmt alsbald den Gurgelbach als linken Zubringer auf, der an der südwestlichen Seite des Stadelberges aus mehreren Quellbächen gebildet wird. Er fließt sodann am Högerhof vorüber und mündet in Traisenbachrotte von rechts in die Traisen.
Sein Einzugsgebiet umfasst 10,8 km² in großteils bewaldeter Landschaft.